# Wieża rycerska w Olbrachcicach Wielkich
Wieża rycerska w Olbrachcicach Wielkich – wieża rycerska we wsi Olbrachcice Wielkie.
Wieża zbudowana przypuszczalnie po 1569 roku i ozdobiona, widoczną jeszcze częściowo, renesansową dekoracją sgraffitową. Przypuszczalnym inicjatorem jej budowy był szlachcic Ludwik von Pfeil, któremu w 1569 roku miasto Ząbkowice sprzedało część Olbrachcic. Wieża ma boki o wymiarach około 7 metrów, dekorowana była malowanymi na tynku pseudoboniowaniami podkreślającymi narożniki i obramienia otworów okiennych, a pod nią znajdują się sklepiono kolebkowo piwnice. Po zachodniej stronie wieży znajdują się pozostałości dobudówki powstałej przypuszczalnie w XVIII wieku. We wnętrzu zachowały się oryginalne drzwi prowadzące na drugą kondygnację. Po 1846 roku przebudowano zwieńczenie wieży oraz dobudowano do niej budynek piętrowego dworu o cechach eklektycznych, który być może jest przekształconym budynkiem dworu barokowego z XVII lub XVIII wieku.
Zespół dworski (Olbrachcice Wielkie 115), dwór, wozownia oraz dwie stodoły  zostały wpisane do gminnej ewidencji zabytków gminy Ząbkowice Śląskie.